# Langelandsfestival 2011
Langelandsfestival 2011 var en festival der fandt sted på Rue Mark ved Rudkøbing på Langeland fra lørdag 23. juli 2011 til lørdag 30.juli 2011. Selve hovedfestivalen fandt sted fra onsdag 27. juli til lørdag 30. juli.

## Særligt dette år
Kroen er ny scene, der erstatter den tidligere scene "Plejehjemmet".
Konferencier (Store scene): Bubber

## Artister under selve festival (alfabetisk)
Onsdag 27. juli til lørdag 30. juli.
- Alphabeat (Store scene, torsdag kl. 22.30)
- Anna David (Store scene, lørdag kl. 13.30)
- Anne Linnet (Store scene, torsdag kl. 13.30)
- Christian Brøns (Møllers, onsdag kl. 15)
- Cruise band (Møllers, torsdag kl. 21)
- DAD (Store scene, fredag kl. 22.30)
- De Glade Sømænd (Store scene, onsdag kl. 16.30)
- Dodo & the Dodo's (Store scene, onsdag kl. 13.30)
- Eric Gadd (S) (Møllers, onsdag kl. 18)
- Fallulah (Møllers, onsdag kl. 21)
- Infernal (Store scene, lørdag kl. 19.30)
- Jeppe og Marie (Store scene, lørdag kl. 11)
- Kato and friends (Store scene, fredag kl. 16.30)
- Kim Larsen (Store scene, onsdag kl. 22.30)
- Mads Langer (Møllers, torsdag kl. 15)
- Martin og Ketil (Store scene, onsdag kl. 11)
- Medina (Store scene, torsdag kl. 16.30)
- Michael Falch (Møllers, torsdag kl. 18)
- Mr. President (D) og Dr. Alban (S) (Møllers, lørdag kl. 18)
- Nabiha (Møllers, fredag kl. 21)
- Nik & Jay (Store scene, lørdag kl. 22.30)
- Outlandish (Store scene, lørdag kl. 16.30)
- Rasmus Seebach (Store scene, onsdag kl. 19)
- Rockers By Choice (Møllers, lørdag kl. 15)
- Sanne Salomonsen (Store scene, fredag kl. 19.30)
- Sash (D) (Møllers, lørdag kl. 21)
- Savage Rose (Store scene, fredag kl. 13.30)
- Sigurt Barret (Store scene, torsdag kl. 11)
- Sort Sol (Store scene, torsdag kl. 19.30)
- Sys Bjerre (Møllers, fredag kl. 15)
- Tom Juke Box (Kroen, onsdag kl. 15 og fredag kl. 21)
- Xander (Møllers, fredag kl. 18)

## Artister før selve festivalen (warm up)
Fra lørdag 23. juli til tirsdag 26. juli. Koncerter i Møllers krævede særskilt entre.
- ABBAtizers (Kroen, mandag kl. 19)
- Bamse Jam (Kroen, søndag kl. 19)
- Banko med Keld & Hilda (Kroen, søndag og mandag kl. 16.30)
- Burhan G (Møllers, mandag kl. 22)
- Joey Moe (Møllers, lørdag kl. 22)
- Kun Takt feat. MC Einar (Kroen, lørdag kl. 19)
- Rune RK feat. Clara Sophie (Møllers, tirsdag kl. 22)
- Sussi og Leo (Kroen, tirsdag kl. 19)
- Vinnie Who (Møllers, søndag kl. 22)